# Vlag van Schoorl

Vlag van de gemeente Schoorl
(1976-2001)

De vlag van Schoorl is op 4 oktober 1976 per raadsbesluit vastgesteld als de gemeentelijke vlag van de Noord-Hollandse gemeente Schoorl. De vlag kan als volgt worden beschreven:
Elf banen van gelijke hoogte van geel en rood, met over de binnenste zeven banen op 1/3 van de vlaglengte vanaf de stokzijde een vlak met een lengte van 1/3 van de vlaglengte, gedeeld van geel en blauw, beladen met een klimmende leeuw, de bovenhelft van rood en getongd en genageld van blauw, de onderhelft geel, en vergezeld van acht merletten, geplaatst op de gele banen.
De vlag is gebaseerd op het gemeentewapen, waarbij de kleur blauw is ontleend aan het wapen van Groet, dat in 1834 aan Schoorl werd toegevoegd. De leeuw waarvan lange tijd werd gedacht dat het de Hollandse leeuw was, is waarschijnlijk van het Huis Brederode, dat een rode leeuw met een blauwe barensteel voerde.
Het gemeentelijk dundoek bleef tot 1 januari 2001 in gebruik, op die dag is de gemeente opgegaan in de gemeente Bergen.

## Verwante afbeeldingen

Wapen van Schoorl
Wapen van Groet

Akersloot
· Andijk
· Anna Paulowna 
· Assendelft 
· Beemster 
· Bennebroek 
· Blokker 
· Broek in Waterland 
· Bussum 
· Callantsoog 
· Edam 
· Egmond 
· Egmond aan Zee 
· Egmond-Binnen 
· Graft-De Rijp 
· 's-Graveland 
· Haarlemmerliede en Spaarnwoude 
· Harenkarspel 
· Heerhugowaard 
· Hensbroek 
· Hoogwoud 
· Ilpendam 
· Jisp 
· Krommenie 
· Langedijk 
· Limmen 
· Marken 
· Midwoud 
· Monnickendam 
· Muiden 
· Naarden 
· Nederhorst den Berg 
· Nibbixwoud 
· Niedorp 
· Noorder-Koggenland 
· Obdam 
· Opperdoes 
· Schermer 
· Schermerhorn 
· Schoorl 
· Sint Maarten 
· Terschelling 
· Terschelling en Vlieland 
· Twisk 
· Venhuizen 
· Vlieland 
· Warmenhuizen
· Weesp
· Wervershoof 
· Wester-Koggenland 
· Westwoud 
· Westzaan 
· Wieringen 
· Wieringermeer 
· Wijdewormer 
· Wognum 
· Wormer 
· Wormerveer 
· Zaandam 
· Zaandijk 
· Zeevang 
· Zijpe